# سمقاور
سمقاور یکی از روستاهای استان مرکزی در شهرستان کمیجان است، که هم‌اکنون بالغ بر ۲۱۰۰ نفر جمعیت دارد.

## مردم و جمعیت
مردم سمقاور به زبان ترکی و فارسی صحبت می‌کنند. جمعیت این روستا ۲۱۰۷ نفر می‌باشد. با وجود کارگاه‌های منبت کاری روند مهاجرت در این روستا معکوس بوده‌است. فرض‌الله شاهین‌راد از فرماندهان مشهور دفاع مقدس از این روستا هست

## اقتصاد
روستای سمقاور شهرستان کمیجان از کانون‌های هنر منبت ایران است و بیش از ۳۰۰نفر در قالب ۸۰ کارگاه به صورت حرفه‌ای به تولید منبت اشتغال دارند. چوب مورد نیاز این کارگاه‌ها بیشتر از شمال کشور و از جنس راش بوده و محصولات تولید شده توسط اهالی این روستا بیشتر به شهرهای بزرگ مانند تهران - تبریز - شیراز و… صادر می‌شود. اولین جشنواره منبت روستای سمقاور شهریور ۱۳۹۰ در این روستا برگزار شد.

## طبیعت و جاذبه‌های گردشگری
این روستا دارای آب و هوای سرد و خشک است و زمستان‌های آن سرد و تابستان‌های آن گرم وخشک است. آب و هوای معتدل روستا در این منطقه باعث شده تا از لحاظ گردشگری بسیار مورد توجه قرار گیرد.